# Чолак, Владимир Михайлович
Владимир Чолак (рум. Vladimir Ciolac; 22 апреля 1956, Измаил) — композитор, дирижер и педагог.
Родился 22 апреля 1956 года в городе Измаил (Украина), где окончил музыкальную школу по классу фортепиано Кузьменко Луизы Николаевны, Кишиневское муз.училище им. Стефана Няги по классу хоровое дирижирование и по классу композиции Люксембурга, Аркадия Петровича, Молдавскую Государственную консерваторию им. Гавриила Музическу по классу композиции Павла Борисовича Ривилиса. С 1986 по 1991 — преподаватель ДМШ № 3 г. Кишинева. С 1992 года — преподаватель Академии Музыки и Изобразительного искусства (сочинение, оркестровка, чтение симфонических партитур, аранжировка, хоровое дирижирование). С 2007 года — доцент, а с 2016 - исполняющий обязанности профессора. Основатель и руководитель студенческого хора «Гавриил Музическу», ставшим лауреатом международных конкурсов. Лауреат конкурса композиторов, посвященного 50-летию ЮНЕСКО (1995), лауреат конкурсов композиторов Молдовы. С 1987 года — член Союза композиторов СССР, с 1991 — Союза композиторов Молдовы, член Правления. В 2000 году присвоено почетное звание «Maestru în Artă» (Заслуженный деятель искусств). Принимает активное участие в ежегодном международном музыкальном фестивале «Дни новой музыки». Является регентом православного мужского хора Храма Сретения Господня. Награждён церковными наградами: медалью " Ştefan cel Mare şi Sfînt" (Стефана Великого и Святого) 2008, орденом "Meritul bisericesc" de gradul III ( Заслуга перед церковью III степени) 2016, почетным дипломом Национальной комиссии по делам ЮНЕСКО в Молдове 2016. Орденом "Sfântul Ierarh Petru Movilă" de gradul III ("Святителя Петра Могилы" III степени) 2022.

## Семья
- Жена — Ирина Евгеньевна Чолак (Евреинова) — регент православного Храма Вознесения Господня гор. Кишинева.
- Сын — Максим Владимирович Чолак — пианист, концертмейстер Академии музыки, театра и изобразительных искусств.

## Основные сочинения
- «Симфоническая поэма»;
- «Psalmodia» (посвящено 2000- летию Христианства); «Memoria» (памяти отца);
- «Poem festiv» (2 ред.2014); Симфония (2015). Для струнного оркестра: «Эстамп»;
- «Luttuoso»; «Рождественская ночь»; «Dyptich»;
- концертштюк «Poem festiv»; «Folia»;
- «Iuvenis concert» для ф-но и струнного оркестра. (2ред. для ф-но и симфонического оркестра 2015,) Камерная симфония «Легенда бучума» (Legenda buciumului) для струнного оркестра и двух валторн (2014). Poem festiv для симфонического оркестра(II редакция). Для хора и оркестра: «Requiem»;
- «Stabat Mater»;
- «Magnificat»;
- «Ave Maria»;
- «Laudate Dominum»;
- «Salve Regina» (памяти матери);
- «Месса»;
- оркестровал реквием A. Сальери (2009);
- "Symphony №1"- "Reminiscence» (2015);

Для хора a cappella: «Всенощное бдение»;
- «Литургия Иоанна Златоуста»; поэма «Хатынские колокола»;
- «Хоровая симфония»;
- цикл хоров на стихи М.Эминеску «Se bate miezul nopţii»;
- «Bate-i, Doamne pe ciocoi» для хора и фортепиано;
- цикл хоров на стихи Г.Лонгфелло; «Miserere»;
- «Христос Воскресе»;
- «Отче наш»;
- «Царю Небесный»;
- «Молитва преподобного Ефрема Сирина»;
- Молитва преподобного Серафима Саровского «Всемилостивая Владычице моя»;
- «Благообразный Иосиф»;
- «Мироносицам женам»;
- «Приидите, поклонимся»;
- хоровые концерты на духовные тексты, обработки молдавских народных песен.

Камерно-инструментальные сочинения: вокальный цикл «Стенька Разин» на стихи А.С Пушкина; прелюдии для фортепиано; соната для флейты и фортепиано; трио для бас-кларнета, альта и ф-но; соната для скрипки и ф-но; сонатина для фагота и ф-но; «Диалоги» для скрипки и виолончели; «Четыре сонета» на ст. Лопе де Вега для баса и ф-но; "Струнный квартет" (2016); "La tristesse durera toujors" для струнного оркестра, колокола и литавр (2016); " Se bate miezul nopţii " для смешанного хора и квинтета (вторая редакция 2016 ); "Иллюзии" для фортепиано (2016); "Ave verum corpus" для сопрано, меццо и струнного оркестра (2017); "Revelaţie" ("Откровение") для струнного оркестра (2017); "Mistic valtz" для струнного оркестра. (2017); "Pizzicato in the folk style" для струнного оркестра (2017); "Lux aeterna" для смешанного 8-ми голосного хора (2018); " Из японской поэзии " для струнного оркестра и ударных (2018); "Luminâ lină" для смешанного хора (2018); "Буковинская сюита" ("Suită bucovineană") для струнного оркестра, тарагота, кларнета и ударных (2018); "Doamne, Iisuse Hristoase" для смешанного хора (2019); "Время и Вечность" вокальный цикл на стихи Микеланджело Буонарроти для баритона и фортепиано (2019); "Приношение" для струнного оркестра (2020); "Dance on two notes for strings" (2020); "Postludium" для органа (2020); "Choral" для органа (2020); "Романтическое трио" для скрипки, виолончели и ф-но (2021); "Povestea haiducului" для симфонического оркестра (2021); "De Profundis" для смешанного хора, меццо-сопрано и органа (2021); "Симфония для органа и литавр" (2022); " Dona nobis Pacem" для струнного оркестра (2022); "Lamento" для струнного оркестра (2022); "Passacaglia" для органа (2022); "Expectation" для флейты соло (2022); "Intermezzo" для скрипки и ф-но (2023) ; "Postludium" для виолончели и ф-но (2023); "Symphony" №2 "Tempus fluxus" (2024); "Sarcasm" для симфонического оркестра (2025);
Много фондовых записей на Teleradio-Moldova.

## Нотные издания
1. Литургия для смешанного хора и солистов. Chisinau, 2004, издательство «Pontos».
2. Всенощное бдение для смешанного хора и солистов. Chisinau, 2010, издательство «Pontos».
3. Requiem для смешанного хора, солистов, струнного оркестра и литавр (клавир) Chisinau, 2011, издательство «Pontos».
4. Stabat Mater для смешанного хора и струнного оркестра (клавир) Chisinau, 2013, издательство «Pontos».
5. Capriciu moldovenesc.(для кларнета и ф-но) Издательство «Cartea moldovenesc» Chisinau, 2009.
6. Întru Împărăţia Ta, Tatâl nostru. Издательство «Cartea moldovenesc» Chisinau, 2007.
7. Răsai asupra mea. Романс на стихи М.Эминеску сб. «Ah, cerut-am de la zodii» Princeps, Chişinău, 2001.
8. Духовные песнопения для смешанного хора a cappella. Chisinau, 2014, издательство «Pontos».
9. Messe для смешанного хора, солистов, струнного оркестра, органа, литавр и арфы. Chisinau, 2014, издательство «Pontos».
10. Magnificat для смешанного хора, солистов и симфонического оркестра. Chisinau, 2015, издательство «Pontos».
11. Четыре сонета для баса и фортепиано. Chisinau, 2015, издательство «Pontos».

12. Литургия для мужского хора (на румынском языке). Chisinau, 2016, издательство «Pontos».
13. Legenda buciumului камерная симфония для струнного оркестра и двух валторн. Chisinau, 2016, издательство «Pontos».
14. " Se bate miezul nopţii " цикл хоров на стихи М. Эминеску ( на румынском языке )  Chisinau, 2016, издательство «Pontos».
15. "Иллюзии" для фортепиано. Chisinau, 2017, издательство «Pontos».
16. "Laudate Dominum" духовные хоры на латинском языке.  Chisinau, 2017, издательство «Pontos».
17. Ecaterina Gîrbu Compozitorul Vladimir Ciolac. "Orientări stilistice în creaţia cu tematica religioasă". MONOGRAFIA. Chişinău, 2018, издательство «Pontos».
18. Mistic vals. Album de piese pentru pian. Editura "Lumina", Chisinau, 2018.
19. "Creaţii instrumentale  selecte" ( Избранные инструментальные сочинения), Volumul III. Editura «Pontos». Chişinău, 2019
20. Соната для флейты и фортепиано "Creaţii pentru ansambluri camerale" Volumul III (Сочинения для камерных ансамблей том III )
Editura "LUMINA", Chişinău - 2019
21. "Время и Вечность" вокальный цикл на стихи Микеланджело Буонарроти для баритона и ф-но. Издательство "Pontos" Кишинев, 2021.
22. "Струнный квартет" "Creații pentru ansambluri camerale". Volumul V. Editura "Lumina", Chișinău- 2022.
23. " De Profundis" для смешанного хора, сопрано и органа. "Album de creații vocale și corale". Editura "Lumina" Chișinău-2024.
24. " Trio romantic" для скрипки, виолончели и фортепиано. "Creații pentru ansambluri camerale". Volumul IV. Editura "Lumina"  Chișinău-2024
25. " Doamne, Iisuse Hristoase" для смешанного хора a cappella " Album de creații vocale și corale" vol. II. Editura  "Lumina"  Chișinău-2025
26. " Lux Aeterna" для смешанного хора a cappella " Album de creații vocale și corale" vol. II. Editura  "Lumina"  Chișinău-2025